# Alžirska nogometna reprezentacija
Alžirska nogometna reprezentacija (ara. منتخب الجزائر لكرة القدم‎) je nacionalni nogometni sastav Alžira kojeg kontrolira Alžirski nogometni savez (fra. Fédération Algérienne de Football). Prvu utakmicu reprezentacija je odigrala u Tunisu protiv domaćina 1. lipnja 1957. gdje je pobijedila s 2:1.
Alžir je punopravni član CAF i FIFA – kontinentalnih i međunarodnih nogometnih saveza te nosi Fifin kod – ALG. Službeni domaći stadion je Stade 5 Juillet 1962 u Alžiru.
Reprezentacija je od 1968. do sada nastupila na 14 Afričkih kupova nacija a najveći uspjeh je ostvarila 1990. kada je postala kontinentalni prvak. Od ostalih značajnijih rezultata na tom turniru tu je i srebro iz 1980. kada je domaćin Afričkom kupu nacija bila Nigerija.
Alžir je dosad nastupio na tri svjetska prvenstva (Španjolska 1982., Meksiko 1986. i Južna Afrika 2010.) ali do sada nikada nije uspio proći skupinu.
Od ostalih većih postignuća koje je nacionalni sastav ostvario tu su osvajanje Afro-azijskog kupa nacija 1991., drugo mjesto na Vahdat kupu u Iranu 1981. te bronca s Pan arapskih igara 1985.
Alžirska nogometna reprezentacija ima više nadimaka a to su: Feneci (pustinjske lisice), Pustinjski ratnici i Zeleni.
Glavni alžirski rivali su susjedne arapske reprezentacije Tunisa, Maroka i Egipta. Nakon brojnih navijačkih sukoba, najveći rival Fenecima postao je Egipat. To se posebno odrazilo u kvalifikacijskim utakmicama za Mundijal 2010. koje su igrane u Kairu i Sudanu.

## Povijest
Alžirska nogometna reprezentacija je osnovana 1963. kao nasljednica nogometne reprezentacije FLN-a.

## Sudjelovanja na SP
Alžir se do sada tri puta kvalificirao na Svjetsko nogometno prvenstvo. Prvi puta na Mundijal u Španjolskoj 1982. gdje je Alžir s dvije pobjede u skupini mogao proći u daljnji krug natjecanja, međutim nakon kontroverzne utakimice Zapadne Njemačke i Austrije, Feneci su ispali već u skupini.
Na svojem sljedećem Mundijalu u Meksiku 1986., alžirska reprezentacija nije imala šanse za prolazak u skupini s Brazilom, Španjolskom i Sjevernom Irskom.
U posljednjem svjetskom nastupu (Južna Afrika 2010.), Alžir je bio posljednji u skupini, upisavši minimalne 1:0 poraze od Slovenije i SAD-a te utakmicu bez pogodaka protiv Engleske u Cape Townu. Upravo je poraz od SAD-a u posljednjim minutama susreta "onemogućio" Sloveniji prolazak u osminu finala natjecanja.
| Natjecanje | Utakmica | Pob. | Ner. | Izg. | Po.G. | Pr.G. |
| ---------- | -------- | ---- | ---- | ---- | ----- | ----- |
| 1982.      | 3        | 0    | 0    | 3    | 3     | 8     |
| 1986.      | 4        | 0    | 3    | 1    | 5     | 8     |
| 2010.      | 4        | 2    | 0    | 2    | 3     | 5     |
| 2014.      | 4        | 1    | 2    | 1    | 6     | 4     |
| Total      | 15       | 3    | 5    | 7    | 17    | 25    |

### SP 1982.
Na svjetskoj smotri u Španjolskoj, alžirska reprezentacija je prvog dana natjecanja napravila iznenađenje turnira pobijedivši s 2:1 tada aktualne europske prvake Zapadnu Njemačku.
Kontroverznost u toj skupini je obilježila posljednja utakmica između Zapadne Njemačke i Austrije. Oba europska sastava su imala na umu da će se eventualnom njemačkom pobjedom od jednog ili dva gola oba sastava kvalificirati u daljnju fazu dok bi s većom gol-razlikom prošao dalje Alžir umjesto Austrije. Također, neriješen rezultat ili austrijska pobjeda bi eliminirali Zapadnu Njemačku.
Na samoj utakmici Nijemci su poveli golom Horsta Hrubescha a nakon toga je uslijedila pasivna igra do samog kraja susreta. Osim nezadovoljnih španjolskih i alžirskih navijača, svoje negodovanje su iskazali i njemački i austrijski navijači. Tako je jedan njemački navijač u znak protesta spalio zapadnonjemačku zastavu.
Alžir je zbog tog susreta protestirao FIFA-i koja je odlučila da će se prema novom sustavu natjecanja na Svjetskim prvenstvima finalne dvije utakmice u skupinama igrati simultano.

### SP 1986.
1986. Alžir je nakon razočaravajućeg nastupa na Afričkom kupu nacija bio sudionik Svjetskog prvenstva u Meksiku. U jakoj skupini s Brazilom, Španjolskom i Sjevernom Irskom, alžirski sastav nije imao šanse za prolazak. Nakon neriješenog protiv Sjeverne Irske (1:1), uslijedili su porazi od Brazila (0:1) i Španjolske (0:3). Jedini pogodak za Alžir uspio je zabiti Djamel Zidane.

### SP 2010.
11. listopada 2008. Alžir je postao jedan od 20 afričkih sastava koji je u prvoj fazi kvalifikacija uspio proći u drugu fazu kombiniranih kvalifikacija za SP 2010. i Afrički kup nacija 2010. U prvoj fazi Alžir je bio prvi u skupini sa Senegalom, Gambijom i Liberijom.
U trećoj i finalnoj fazi kvalifikacija, Alžir je uvršten u skupinu s Egiptom, Zambijom i Ruandom. U srpnju 2009. Alžir je započeo kvalifikacije pobijedivši kod kuće Egipat s 3:1 te Zambiju s 2:0 u gostima. Posljednja utakmica kvalifikacija za Alžir bila je gostovanje kod Egipta u Kairu. Feneci su znale da će porazom od tri ili više golova biti eliminirani. Prije početka utakmice autobus s alžirskim reprezentativcima je bio napadnut te je nekoliko članova reprezentacije bilo ozlijeđeno. Alžir je tu utakmicu izgubio s 2:0 te su obje reprezentacije imale isti broj bodova (13) te identičnu gol-razliku (+5). Zbog toga se odigrala play-off utakmica u Sudanu u kojoj je Alžir pobijedio Egipat s 1:0 te se kao prvi u skupini kvalificirao na Svjetsko prvenstvo. Nakon toga FIFA je u prosincu 2009. pomaknula Alžir za tri mjesta, tako da su Pustinjski ratnici tada bili na 26. mjestu ljestvice što je do danas najbolji plasman reprezentacije.
Na samom Svjetskom prvenstvu Alžir je smješten u skupinu C s Engleskom, Slovenijom i SAD-om. U prvoj utakmici na Stadionu Peter Mokaba, Alžir je izgubio od Slovenije s 1:0. Gol je zabio slovenski kapetan Robert Koren u 79. minuti nakon što je alžirski reprezentativac Abdelkader Ghezzal isključen zbog drugog žutog kartona.
U drugoj utakmici protiv Engleske, Alžir je odigrao 0:0 s Gordi Albionom što je dovelo do masovnog slavlja u domovini i alžirskoj emigraciji diljem svijeta.
Posljednji susret protiv SAD-a je završen porazom od 1:0 nakon što je Landon Donovan zabio za pobjedu Amerikanaca u sudačkoj nadoknadi vremena drugog poluvremena.

## Sudjelovanja na OI

### OI 1980.
Na Olimpijskim igrama u Moskvi 1980. Alžir je ždrijebom smješten u skupinu C sa Španjolskom, Istočnom Njemačkom i Sirijom.
Na prvoj utakmici igranoj u Minsku, Alžir je pobijedio Siriju s 3:0. Nakon toga uslijedio je 1:0 poraz od Istočne Njemačke dok su Pustinjski ratnici u posljednjoj utakmici odigrali 1:1 sa Španjolskom. U konačnici su prošli dalje Istočna Njemačka kao prvak skupine i Alžir kao drugoplasirani. Iako je Alžir imao isti broj bodova kao i Španjolska, afrička reprezentacija je imala bolju gol-razliku (+2).
U četvrtfinalu je Alžir poražen s visokih 3:0 od Jugoslavije, kasnijeg osvajača četvrtog mjesta.

## Afrički kup nacija
Na Afričkom kupu nacija Alžir je debitirao 1968. u Etiopiji gdje je ispao već u prvom krugu. U sljedećih 12 godina reprezentacija se nije uspjela kvalificirati na kontinentalno prvenstvo sve do 1980. i Afričkog kupa nacija u Nigeriji. Tada su Feneci napravili senzaciju te su osvojili drugo mjesto.
1980-e su u reprezentativnom smislu bile veoma uspješne za Alžir koji je uspio osvojiti dvije bronce (Obala Bjelokosti 1984. i Maroko 1988.).
1990. godine Alžir je bio domaćin Afričkom kupu nacija. Reprezentacija je uspješno započela turnir pobijediši sva tri protivnika u skupini (Nigerija – 5:1, Obala Bjelokosti –

## Alžirski reprezentativci

#### Širi popis
| #         | Pozicija           | Ime                        | Nadnevak rođenja   | Klub                |
| --------- | ------------------ | -------------------------- | ------------------ | ------------------- |
| 1         | vratar             | Azzedine Doukha            | 5. kolovoza 1986.  | USM El Harrach      |
| 16        | vratar             | Mohamed Lamine Zemmamouche | 19. ožujka 1985.   | USM Alger           |
|           | vratar             | Raïs M'Bolhi               | 25. travnja 1986.  | CSKA Sofija         |
|           | vratar             | Malik Asselah              | 8. srpnja 1986.    | JS Kabylie          |
|           | vratar             | Faouzi Chaouchi            | 5. prosinca 1984.  | MC Alger            |
|           | vratar             | Michaël Fabre              | 15. srpnja 1984.   | Lens                |
|           | vratar             | Cédric Si Mohamed          | 9. siječnja 1985.  | JSM Béjaïa          |
| 2         | branič             | Madjid Bougherra           | 7. listopada 1982. | Lekhwiya SC         |
| 3         | branič             | Nadir Belhadj              | 18. lipnja 1982.   | Al Sadd             |
| 4         | branič             | Antar Yahia                | 21. ožujka 1982.   | Kaiserslautern      |
| 5         | branič             | Ismaël Bouzid              | 27. srpnja 1983.   | PAS Giannina        |
| 12        | branič             | Carl Medjani               | 15. svibnja 1985.  | Ajaccio             |
| 13        | branič             | Mohamed Rabie Meftah       | 5. svibnja 1985.   | USM Alger           |
| 24        | branič             | Mehdi Mostefa              | 30. kolovoza 1983. | Ajaccio             |
| 25        | branič             | Abderahmane Hachoud        | 2. srpnja 1988.    | ES Sétif            |
|           | branič             | Ismaël Bouzid              | 27. srpnja 1983.   | Baniyas SC          |
|           | branič             | Liassine Cadamuro-Bentaïba | 5. ožujka 1988.    | Real Sociedad       |
|           | branič             | Brahim Ferradj             | 4. rujna 1987.     | Brest               |
|           | branič             | Rafik Halliche             | 2. rujna 1986.     | Fulham              |
|           | branič             | Abdelkader Laifaoui        | 29. srpnja 1981.   | USM Alger           |
|           | branič             | Djamel Mesbah              | 9. listopada 1984. | AC Milan            |
| 7         | vezni              | Ryad Boudebouz             | 19. veljače 1990.  | Sochaux             |
| 8         | vezni              | Mehdi Lacen                | 15. svibnja 1984.  | Getafe              |
| 10        | vezni              | Hassan Yebda               | 14. travnja 1984.  | Granada             |
| 14        | vezni              | Foued Kadir                | 5. prosinca 1983.  | Valenciennes        |
| 17        | vezni              | Adlène Guedioura           | 12. studenog 1985. | Nottingham Forest   |
| 18        | vezni              | Khaled Lemmouchia          | 29. svibnja 1981.  | USM Alger           |
| 20        | vezni              | Saad Tedjar                | 14. siječnja 1986. | JS Kabylie          |
|           | vezni              | Hocine Metref              | 1. siječnja 1984.  | JS Kabylie          |
|           | vezni              | Sofiane Feghouli           | 26. prosinca 1989. | Valencia            |
|           | vezni              | Karim Matmour              | 25. lipnja 1985.   | Eintracht Frankfurt |
| 22        | vezni              | Hamer Bouazza              | 22. veljače 1985.  | Millwall            |
|           | vezni              | Djamel Abdoun              | 14. veljače 1986.  | Olympiacos          |
|           | vezni              | Chadli Amri                | 14. prosinca 1984. | FSV Frankfurt       |
|           | vezni              | Abdelmoumene Djabou        | 31. siječnja 1987. | ES Sétif            |
|           | vezni              | Lazhar Hadj Aïssa          | 23. ožujka 1984.   | Qadsia SC           |
|           | vezni              | Mohamed Chalali            | 4. travnja 1989.   | Aberdeen            |
|           | vezni              | Mourad Meghni              | 16. travnja 1984.  | Umm Salal           |
|           | vezni              | Walid Mesloub              | 4. rujna 1985.     | Le Havre            |
|           | vezni              | Karim Ziani                | 17. kolovoza 1982. | El Jaish            |
| 21        | napadač            | Mohamed Amine Aoudia       | 6. lipnja 1987.    | ES Sétif            |
| 14        | napadač            | El Arbi Hillel Soudani     | 25. studenog 1987. | Vitória Guimarães   |
| 11        | napadač            | Kamel Ghilas               | 9. ožujka 1984.    | Stade Reims         |
| 19        | napadač            | Saïd Bouchouk              | 29. prosinca 1986. | Al-Qadisiyah FC     |
|           | napadač            | Karim Benyamina            | 18. prosinca 1981. | FSV Frankfurt       |
|           | napadač            | Baghdad Bounedjah          | 30. studenog 1991. | USM El Harrach      |
|           | napadač            | Rafik Djebbour             | 8. ožujka 1984.    | Olympiacos          |
|           | napadač            | Abdelkader Ghezzal         | 5. prosinca 1984.  | Levante             |
|           | napadač            | Abdelmalek Ziaya           | 23. siječnja 1984. | bez kluba           |
| Izbornik: | Christian Gourcuff |                            |                    |                     |

## Najbolji strijelci
(stanje na ? [nepoznati nadnevak]
| #   | Igrač               | Razdoblje     | Pogodci * (nastupi *) |
| --- | ------------------- | ------------- | --------------------- |
| 1.  | Abdelhafid Tasfaout | 1991. – 2002. | 35 (88)               |
| 2.  | Lakhdar Belloumi    | 1978. – 1989. | 34 (89)               |
| 3.  | Rabah Madjer        | 1978. – 1992. | 29 (83)               |
| 4.  | Djamel Menad        | 1980. – 1995. | 24 (80)               |
| 5.  | Tedj Bensaoula      | 1979. – 1986. | 22 (48)               |
| 6.  | Rafik Saïfi         | 1998. – 2010. | 18 (62)               |
| 7.  | Ali Meçabih         | 1995. – 2001. | 14 (28)               |
| 8.  | Salah Assad         | 1977. – 1989. | 13 (67)               |
| 9.  | Hassen Lalmas       | 1964. – 1974. | 12 (34)               |
| 10. | Billel Dziri        | 1992. – 2006. | 9 (87)                |

## Vanjske poveznice
- Alžirski nogometni savez
- Alžir na FIFA.com  Arhivirana inačica izvorne stranice od 8. srpnja 2014. (Wayback Machine)
- DzFoot
- Weltfussball
- Transfermarkt.co.uk
- National Football Teams